# 古希尧
古希尧（？—？）山西大同人，中华民国政治人物。

## 生平
古希尧毕业于北京高等师范学校。1937年10月15日晋北自治政府成立，马永魁、迟伟庭、古希尧、文画君（后改为王守信）任委员。1939年至1940年，担任晋北师范学校校长。